# San Girolamo nel deserto (Cima da Conegliano Londra)
San Girolamo nel deserto è un dipinto a olio su tavola (32,1x25,4 cm) di Cima da Conegliano, databile fra il 1500 e il 1510 e conservato nella National Gallery di Londra.
L'ispirazione principale per i penitenti cristiani e per gli eremiti, è rappresentata da San Girolamo nel deserto che battendosi il petto con una pietra contempla una croce di legno.

## Descrizione
Il dipinto rappresenta San Girolamo con una pietra nella mano destra per percuotersi il petto, rivolto verso la croce in legno che contempla.